# Олива, Влодзимеж
Влодзимеж Юзеф Олива (пол. Włodzimierz Józef Oliwa; 17 ноября 1924, Сулковице — 5 июня 1989, Варшава) — польский военачальник, генерал дивизии вооружённых сил ПНР, в 1972—1983 командующий Варшавским военным округом. Участник противостояния ПОРП с профсоюзом Солидарность, видный представитель «партийного бетона» в армейском командовании. При военном положении 1981—1983 — член Военного совета национального спасения. Министр в правительстве Войцеха Ярузельского. Скончался при неясных обстоятельствах.

## Военная карьера

### Начало службы
Родился в семье кузнеца. Окончил механическое училище, получил профессию слесаря. В годы немецкой оккупации работал на заводе эмалированной посуды. В марте 1945, с приходом советских войск, вступил в ряды Народного войска польского. Окончил Школу офицеров пехоты N 1, созданную в СССР для подготовки коммунистических кадров польской армии. В 1946 получил первое офицерское звание подпоручика.
С 1947 состоял в коммунистической ППР, с 1948 — в правящей компартии ПОРП. В 1951—1953 капитан Олива — секретарь комитета ПОРП Школы офицеров бронетанковых и механизированных войск в Познани.

### Политорганы и разведка
В 1953 майор Олива назначен начальником политотдела 11-й механизированной (мотострелковой) дивизии. В 1955 окончил в Москве курсы подготовки офицеров при Военно-политическую академии. им. Дзержинского и получил назначение заместителем командующего 1-го армейского корпуса по политическим вопросам. В 1959 занял аналогичную должность в 3-м корпусе. С 1960 в звании полковника — начальник организационно-политического отдела Главного политуправления.
В 1963—1965 обучался в Военной академии Генерального штаба Вооружённых сил СССР. После возвращения в ПНР в звании генерала бригады возглавил 2-е управление Генштаба (военная разведка). Был снят с этой должности в 1971 из-за скандала с побегом на Запад полковника Казимежа Стефанского, находившегося в его подчинении.

### Командование дивизией и округом
Уход из разведки не прервал военную карьеру Оливы. Он вернулся на командные должности в мотострелковых войсках. С июля 1971 по октябрь 1972 — командир 1-й механизированной (мотострелковой) дивизии им. Тадеуша Костюшко . С октября 1972 — командующий Варшавским военным округом, с 1973 — генерал дивизии.

## В политической власти

### «Бетонная» позиция
Идеологически и политически Влодзимеж Олива стоял на ортодоксально-коммунистических позициях «партийного бетона». Ориентировался на таких деятелей, как начальники Главполитуправления генерал Савчук и генерал Барыла. Был депутатом сейма ПНР, делегатом VIII, IX чрезвычайного и X съездов ПОРП.
В 1980 Влодзимеж Олива с непримиримой враждебностью отнёсся к забастовочному движению и независимому профсоюзу Солидарность. Полностью поддерживал лидеров «бетона» — членов Политбюро Стефана Ольшовского, Тадеуша Грабского, Анджея Жабиньского. Они, в свою очередь, при жёстком конфликте в Быдгощский март всерьёз рассматривали кандидатуру Оливы в министры обороны и даже премьер-министры.

### Член WRON и правительства
13 декабря 1981 в Польше было введено военное положение. Генерал Олива вошёл в состав Военного совета национального спасения (WRON) — внеконституционного органа высшей власти во главе с первым секретарём ЦК ПОРП, премьер-министром и министром национальной обороны генералом Ярузельским.
Олива не принадлежал к неформальной «Директории», в которой принимались все основные решения, считался представителем «второго ряда» (наряду с генералом Лозовицким, генералом Ужицким, генералом Рапацевичем, генералом Крепским). Но как командующий Варшавским военным округом занимал важную позицию во WRON — военно-политическое курирование столицы. Воспринимался как один из наиболее просоветских членов военно-политического руководства ПНР.
23 марта 1983 Влодзимеж Олива был назначен министром администрации, экономики и охраны окружающей среды в правительстве Войцеха Ярузельского. Занимал министерский пост до ноября 1985. В 1985—1989 в звании генерал брони — заместитель министра национальной обороны ПНР по хозяйственной части, главный квартирмейстер Народного Войска Польского. При этом курировал также экологическую политику.

## Смерть в начале перемен
Политические перемены в Польше 1988—1989 — новая забастовочная волна, переговоры в Магдаленке, Круглый стол — подорвали позиции Оливы. Он был отстранён с высоких постов и 25 апреля 1989 переведён на должность президента варшавского футбольного клуба «Легия».
4 июня 1989 в Польше прошли первые «полусвободные выборы», на которых убедительную победу одержала «Солидарность». На следующий день Влодзимеж Олива скоропостижно скончался. Обстоятельства его смерти остались неясными. Существует версия о самоубийстве из опасения коррупционных разоблачений. Похоронен на кладбище Воинские Повонзки. На церемонии присутствовали генерал Ярузельский и генерал Сивицкий.

## Слух о родстве
Влодзимеж Олива был женат, имел сына и дочь. Известную польскую предпринимательницу Гражину Пиотровскую-Оливу — президента нефтегазовой компании PGNiG — иногда считают «дочерью генерала Оливы» (или — «дочерью генерала Пиотровского», также члена WRON). Это не соответствует действительности, однако слух устойчиво держится.